# هریس مدونیانین
 هارس مدونیانین (هلندی: Haris Medunjanin؛ زاده ۸ مارس ۱۹۸۵) یک بازیکن فوتبال اهل بوسنی است.